# (8655) 1990 QJ1
A (8655) 1990 QJ1 a Naprendszer kisbolygóövében található aszteroida. Henry Holt fedezte fel 1990. augusztus 22-én.